# Blue Origin
Blue Origin è una società privata creata da Jeff Bezos, fondatore di Amazon.com. Ha sede a Kent (Washington), un sobborgo di Seattle, dov'è situata la sua area di ricerca e sviluppo. Nel 2009 la società è stata premiata dalla NASA con 3,7 milioni di dollari con l'accordo sullo spazio all'interno del programma commerciale (CCDev) per lo sviluppo di concept e tecnologie per gettare le basi per future operazioni di volo spaziale umano.
Ha ricevuto altri 22 milioni di dollari durante la seconda fase del programma.
Il Sistema di abbandono del lancio (Launch Abort System, o LAS) da loro creato è una delle tecnologie che destano interesse da parte della NASA.
All'inizio, la società si è focalizzata sui voli spaziali sub-orbitali, costruendo e sperimentando in volo il New Shepard, velivolo progettato nella propria struttura di Culberson County, in Texas. Ha inoltre costruito e sperimentato con successo razzi vettori riutilizzabili (ed effettivamente riutilizzati), grazie ad un sistema di recupero tramite retrorazzi del missile, e capsule abitabili ad atterraggio frenato da paracadute.
Secondo le sue dichiarazioni, la società aveva pianificato inizialmente di utilizzare il New Shepard per il turismo spaziale suborbitale entro il 2010 con un volo alla settimana, ma nel 2008 ha più realisticamente rivisto i programmi, prevedendo missioni complete di test senza esseri umani per il 2017 e con equipaggio per il 2018.
Nel maggio 2020 è stata selezionata dalla NASA, assieme a SpaceX e Dynetics, per progettare un Lander lunare per il programma Artemis.

## Piattaforme di volo a bassa altitudine
- Charon: Il primo test di volo di questo veicolo fu fatto con 4 motori jet Rolls-Royce Viper Mk. 301 anziché con razzi[3][4].
- Goddard (o PM1): ha volato per la prima volta con successo il 13 novembre 2006[5][6].

## Sistema suborbitale New Shepard
Il sistema di volo spaziale suborbitale New Shepard (Nuovo Shepard, in onore di Alan Shepard primo astronauta statunitense a volare nello spazio) di Blue Origin è composto da due veicoli: una capsula per l'equipaggio per 3 o più astronauti lanciati da un razzo di sostentamento (booster). I due veicoli decollano assieme e sono progettati per separarsi durante il volo. Dopo la separazione, il razzo è progettato per ritornare sulla Terra ed eseguire un atterraggio verticale mentre la capsula segue una traiettoria separata, ritornando con i paracadute per l'atterraggio. Entrambi i veicoli, quindi, sono pensati per il recupero ed il riutilizzo New Shepard è controllato interamente dal computer di bordo.

## Sistema orbitale New Glenn
L'azienda ha in fase di sviluppo un lanciatore riutilizzabile New Glenn a due stadi con 7 motori BE-4 a idrogeno e ossigeno liquidi per il primo stadio e 2 BE-3U per il secondo stadio, capace di portare in orbita LEO 45 tonnellate di carico utile. Entrambi gli stadi saranno completamente riutilizzabili con una manutenzione minima. I piani della società prevedono il lancio inaugurale entro il 2021.

## Lander Blue Moon
A maggio del 2019 l'amministratore Jeff Bezos ha annunciato un progetto a cui la società stava lavorando da ben 3 anni in segreto e senza fughe di notizie, un lander lunare chiamato Blue Moon. Il lander prevede due versioni, una con un carico utile da 3,6 tonnellate e una da 6,5 adatta anche al trasporto di equipaggio umano sulla superficie della Luna, utilizza un motore BE-7 a idrogeno e ossigeno liquidi e ha un sistema di approvvigionamento di energia elettrica basato a pile a combustibile.

## Test di volo
| Data             | Veicolo             | Note |
| ---------------- | ------------------- | --- |
| 5 marzo 2005     | Charon              | Raggiunta altitudine di 96.3 m |
| 13 novembre 2006 | Goddard             | Primo test di volo del razzo potenziato                                                                                               |
| 22 marzo 2007    | Goddard             | |
| 19 aprile 2007   | Goddard             | |
| 6 maggio 2011    | PM2                 | |
| 24 agosto 2011   | PM2                 | Fallimento, perdita del veicolo |
| 19 ottobre 2012  | Capsula New Shepard | Test di volo di fuga |
| 29 aprile 2015   | New Shepard         | Volo spaziale suboorbitale della capsula recuperata con successo, Razzo di sostentamento perso                                        |
| 23 novembre 2015 | New Shepard         | Volo suborbitale e atterraggio con successo                                                                                           |
| 22 gennaio 2016  | New Shepard         | Volo suborbitale e atterraggio con successo di un razzo di sostentamento                                                              |
| 2 aprile 2016    | New Shepard         | Volo suborbitale e atterraggio con successo di un razzo di sostentamento                                                              |
| 19 giugno 2016   | New Shepard         | Lancio e atterraggio dello stesso razzo per la quarta volta. Blue Origin pubblica un webcast dal vivo del decollo e dell'atterraggio. |
| 5 ottobre 2016   | New Shepard 2       | Volo sub-orbitale e atterraggio con un razzo usato: Il quinto ed ultimo lancio con NS2.                                               |
| 12 dicembre 2017 | New Shepard 3       | Volo sub-orbitale e atterraggio con un nuovo razzo. Il primo lancio di NS3 con una nuova capsula per equipaggio.                      |
| 29 aprile 2018   | New Shepard 3       | Volo sub-orbitale e atterraggio, secondo lancio del NS3. La capsula ha raggiunto il picco a 105.9 km.                                 |

## Sviluppo di motori per i razzi
- BE-3
- BE-3U
- BE-4
- BE-7

## Stazioni spaziali
- Orbital Reef (annunciata ad ottobre 2021 in collaborazione con Sierra Space, Boeing, Redwire Space) e programmata per essere pronta per dopo il 2025[26]

## Collaborazioni con la NASA
L'azienda lavora in stretta collaborazione con la NASA, soprattutto per quanto riguarda il programma Commercial Crew Development sin dal 2011, quando ha ricevuto un finanziamento di 3,7 milioni di dollari per un nuovo sistema di Launch Escape System. Nell'ambito dello stesso programma nel 2011 ha ricevuto altri 22 milioni di dollari.
Nel 2018 ha ricevuto dalla NASA un finanziamento di 10 milioni di dollari per un sistema propulsivo per un lander lunare basato su propellenti criogenici.